# Ủy ban thanh tra Trung ương Đảng lao động Triều Tiên
Ủy ban Thanh tra Trung ương (tiếng Hàn: 당중앙거며위원회, Dang jungang geomyeo Wiwonhoe), còn gọi là Ban Thanh tra và trước đây gọi là Ban Kiểm tra, là cơ quan chịu trách nhiệm kiểm soát đảng viên Đảng Lao động Triều Tiên, cũng như các vấn đề liên quan đến kỷ luật đảng viên. Điều tra đảng viên hoạt động chống Đảng, chống cách mạng, đảng viên vi phạm điều lệ của Đảng, và bất kỳ hành vi vi phạm hoạt động thuộc ý thức hệ. Ủy ban Thanh tra Trung ương cũng là một diễn đàn ở tỉnh và huyện, cá nhân các đảng viên có thể trực tiếp khiếu nại về các quy định của Đảng, thủ tục bên hoặc xem xét tình trạng của đảng viên trong Đảng.
Ủy ban Thanh tra Trung ương là một trong ba tổ chức thuộc quyền quản lý của Ủy ban Trung ương Đảng.Ủy ban Thanh tra Trung ương cũng liên kết với Ban Hướng dẫn Tổ chức và Ban các vấn đề cán bộ (thuộc Ban Bí thư Trung ương Đảng). Thành viên của Ủy ban Thanh tra Trung ương được bầu tại Đại hội Đảng, hoặc có thể bầu và do Ủy ban Trung ương Đảng chỉ định.

## Vai trò
Tại điều thứ 28 Chương III Điều lệ Đảng Lao động Triều Tiên có quy định về thẩm quyền của Ủy ban Thanh tra Trung ương như sau:
28. Ủy ban Kiểm tra của Ủy ban Trung ương Đảng điều tra các đảng viên chống Đảng, hoạt động phe phái phản cách mạng và các hoạt động khác gây phương hại đến hệ thống tư tưởng của Đảng, không chấp hành cương lĩnh và Điều lệ Đảng, vi phạm các quy định khác của Đảng. Nó cũng kiểm tra và giải quyết các trường hợp khiếu nại của đảng viên và đề xuất của cấp tỉnh ủy liên quan đến các vấn đề về kỷ luật cá nhân đảng viên.

## Thành viên

### Đại hội Đảng lần thứ VII
- Chủ tịch: Hong In-bom
- Phó Chủ tịch thứ nhất: Jong Myong-hak
- Phó Chủ tịch: Ri Tuk-nam
- Thành viên 
  - Kim Yong-hwan
  - Kim Kum-chol
  - Kim Yong-son
  - Kim Myong-chol

### Trước Đại hội lần thứ VII
- Chủ tịch: Kim Kuk-tae (mất tháng 12 năm 2013)[1]
- Phó Chủ tịch:
  - Jong Myong Hak (Phó Chủ tịch thứ nhất)
  - Ri Tuk Nam (từ năm 2007) (từ năm 2013 là quyền Chủ tịch)
- Thành viên:
  - Cha Kwan Sok
  - Cha Sun Gil
  - Kim Yong Son
  - Pak Tok Man